# قلب اجاره‌ای (فیلم)
قلب اجاره‌ای (به انگلیسی: Heart Condition) فیلمی محصول سال ۱۹۹۰ و به کارگردانی جیمز دی.پاریوت است. در این فیلم بازیگرانی همچون باب هاسکینز، دنزل واشینگتن، کلوئه وب، راجر ای ماسلی، اوا لاریو، آلن راچینز، جانت دوبوآ، ری بیکر و جفری میک ایفای نقش کرده‌اند.

## داستان
جک مونی، پلیس نژادپرستی است که در خوردن غذاهای چرب افراط می‌کند. سرانجام او به بیماری قلبی مبتلا می‌شود و مجبور به پیوند قلب می‌شود. اهداکنندهٔ پیوند وکیلی سیاهپوست است که در اثر یک تصادف کشته شده‌است. بعد از پیوند قلب، روح این وکیل بر مونی ظاهر می‌شود و به وی می‌گوید که او در اصل به قتل رسیده‌است. با کمک این روح، مونی موفق می‌شود ماجرای قتل او را که مرتبط با یک سناتور فاسد و پخش کنندگان مواد مخدر است، برملا کند.